# Himalopsyche eos
Himalopsyche eos là một loài Trichoptera trong họ Rhyacophilidae. Chúng phân bố ở miền Cổ bắc.